# Peter Sellars
Peter Sellars (Pittsburgh, 27 settembre 1957) è un regista teatrale statunitense, considerato un geniale regista di trovate spettacolari, capace di coniugare la sensibilità della cultura postmoderna con il gusto della rappresentazione di classici.

## Biografia
Nato a Pittsburgh (Pennsylvania), ha studiato alla Harvard University e ha esordito negli anni '80 con The Inspector General, spettacolo seguito da una messa in scena dell'Orlando di Georg Friedrich Händel. Intorno al 1986 è passato alla American National Theatre Company, mentre nel 1990 e nel 1993 è stato direttore artistico del Los Angeles Festival. 
Sellars è un artista irriverente e provocatorio, dall'animo punk; è capace di radicali attualizzazioni di opere classiche: ha ambientato l'Armida di Haydn nel Vietnam in guerra, il Don Giovanni in un vicolo di Harlem e Il flauto magico sulle strade di Los Angeles. 
Ha anche lavorato in televisione prendendo tra l'altro parte alla serie Miami Vice (1984), per il cinema e per la radio. Insegna a Los Angeles. 
Nel 2006 ha diretto il festival New Crowned Hope a Vienna. 
Nel 2014 è stato premiato con un Polar Music Prize.

## Filmografia parziale
Attore
- Miami Vice (1985) - serie TV; 1 episodio
- King Lear, regia di Jean-Luc Godard (1987)
- Un'idea geniale (Happy New Year), regia di John G. Avildsen (1987)
- Un giustiziere a New York (The Equalizer) (1988) - serie TV; 1 episodio

Regista
- The Cabinet of Dr. Ramirez (1991)